# آیوس لوکاس
آیوس لوکاس (به لاتین: Ayios Loukas) یک منطقهٔ مسکونی در قبرس شمالی است که در نیکوزیا واقع شده‌است. آیوس لوکاس ۴۸۹ نفر جمعیت دارد.